# بروس جاكسون
بروس جاكسون (بالإنجليزية: Bruce Jackson)‏ هو مصور أمريكي، ولد في 21 مايو 1936 في بروكلين في الولايات المتحدة.

## وصلات خارجية
- بروس جاكسون على موقع ميوزك برينز (الإنجليزية)
- بروس جاكسون على موقع ديسكوغز (الإنجليزية)